# Nidarosdomen
Nidarosdomen (norska: Nidaros domkirke) är en domkyrka belägen i staden Trondheim i Trøndelag fylke i mellersta Norge. Den är Nordens näst största domkyrka (efter Uppsala domkyrka) och anses som den viktigaste kyrkan i Norge. Den var Norges kröningskyrka och är säte för Nidaros stift, som täcker Trøndelag fylke. Nidarosdomens arkitektur är huvudsakligen gotisk, med romanska inslag.

## Historia och betydelse
På platsen för Nidarosdomen har det tidigare funnits ett kapell men efter att Olav den helige fått sin grav där lät kung Olof Kyrre börja bygga en större kyrka i sten omkring 1070. På grund av att kung Olav helgonförklarades och fick sin grav i kyrkan lockade den till sig många pilgrimer som färdades på de olika Nidarosvägarna. 1152 blev Nidaros (nuvarande Trondheim) upphöjt till ärkestift för den norska kyrkoprovinsen och domen och dess stift styrde över ett område som sträckte sig över Norge, Härjedalen, Jämtland, Island, Grönland, Isle of Man, Orkneyöarna, Shetlandsöarna, Färöarna och Hebriderna.
Under medeltiden kallades Nidarosdomen Cor Norvegiae (Norges hjärta) eftersom den då var "Norges evige konung" Olav den heliges gravkyrka. Vid det Nordiska sjuårskriget tog Erik XIV Olof den heliges hjälm och sporrar i krigsbyte från domen.
Nidarosdomen är idag en luthersk dom- och församlingskyrka och betraktas som Norges nationalhelgedom och kröningskyrka, trots att kröningsceremonin sedan 1908 är ersatt av en enklare välsignelseakt. I Eidsvollförfattningen som antogs den 17 maj 1814 slogs det fast att alla Norges regenter skulle krönas i Trondheim. Den siste kungen som kröntes i Nidarosdomen var Håkon VII 1906. Trots att Stortinget avskaffade kröningsceremonin 1908 har traditionen att välsigna Norges nya regent i Nidarosdomen levt vidare.

## Byggnadshistorik
Kyrkan har byggts och byggts om under långa perioder ända fram till nutid. Den är i huvudsak uppförd i engelsk gotik. De äldsta delarna av kyrkan är uppemot 850 år gamla. År 1743 tillverkade den jämtske skulptören Jonas Granberg högaltaret i barockstil. 

### Medeltida delar
Av den ursprungliga stenkyrkan som byggdes 1070–1090 finns idag knappast något kvar. 
- Huvudskeppet med torn, 1220–1240
- Tvärskeppen, 1140–1180
- Kapitelhuset, 1170–1180
- Oktagonen, 1183–1210
- Skeppet med västra entrén, 1248–1320

### Bränder och reparationer
Kyrkan har vid flera tillfällen härjats av brand, senast 1719 efter ett åsknedslag. Därefter låg huvudskeppet länge mer eller mindre i ruiner. År 1869 påbörjades under ledning av arkitekten Heinrich Ernst Schirmer en stor restaurering av katedralen, som bland annat syftade till att återskapa den rikt dekorerade västfasaden. Arbetet blev i princip färdigt 1965, men inte förrän 2001 avslutades restaureringen formellt.

## Bilder

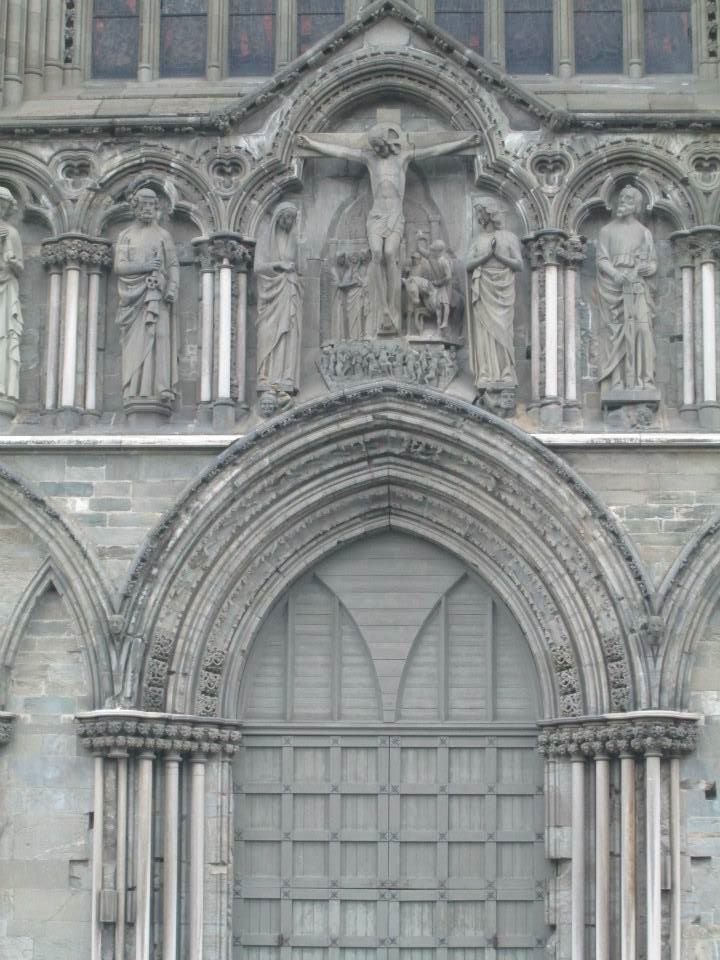
Huvudporten.
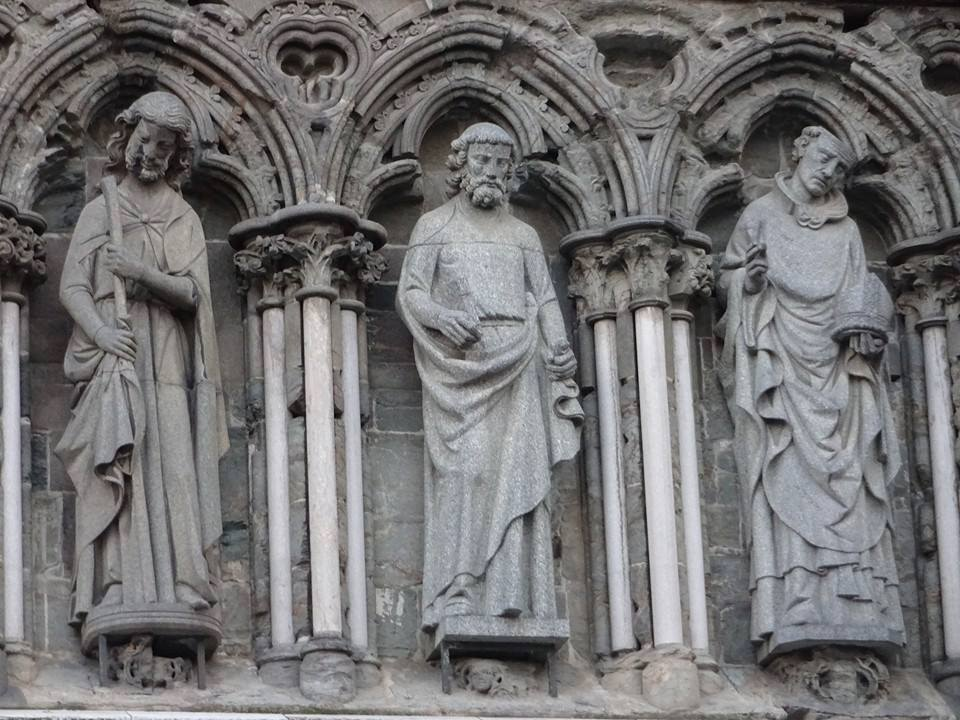
Detaljer av statyer.
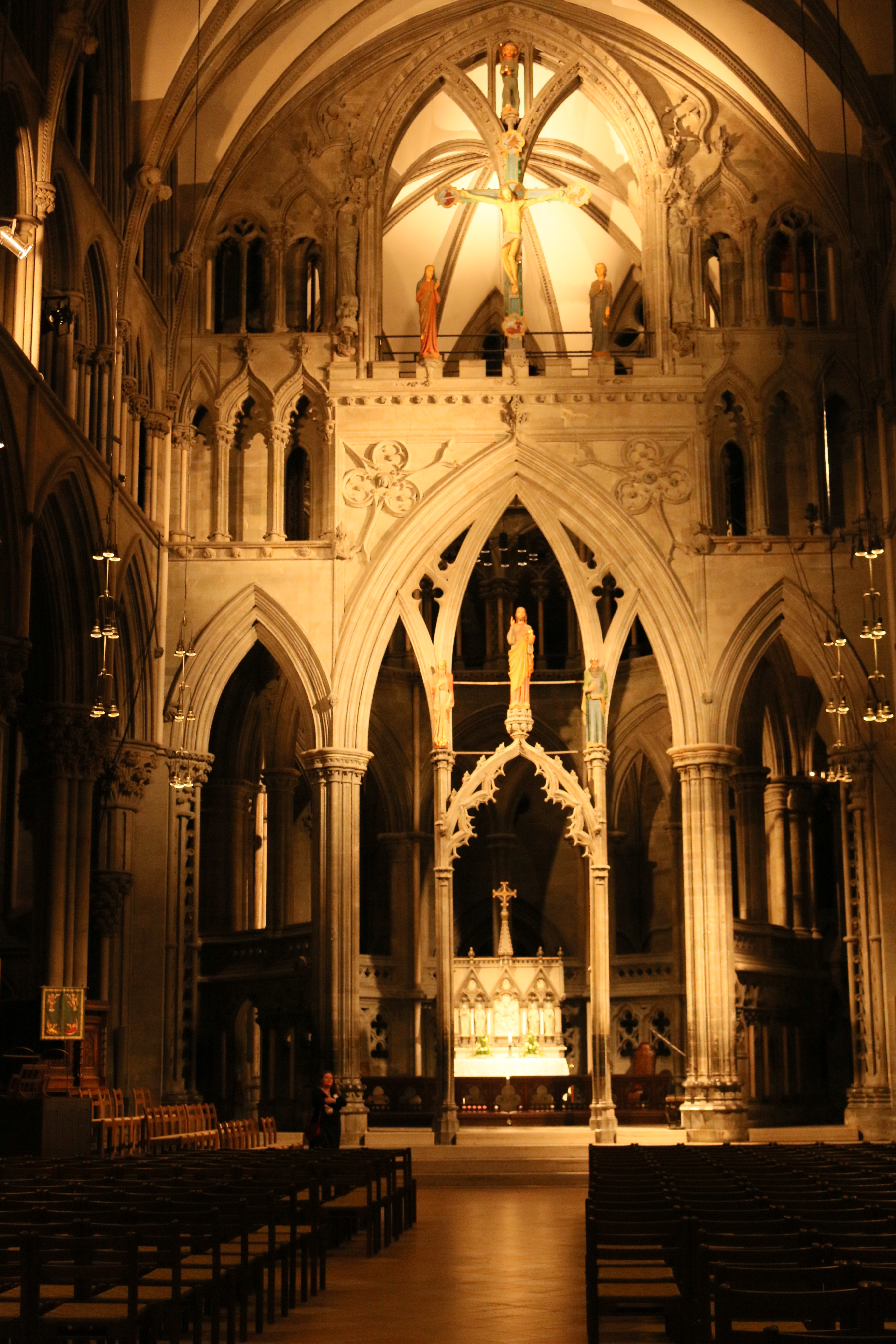
Altaret.
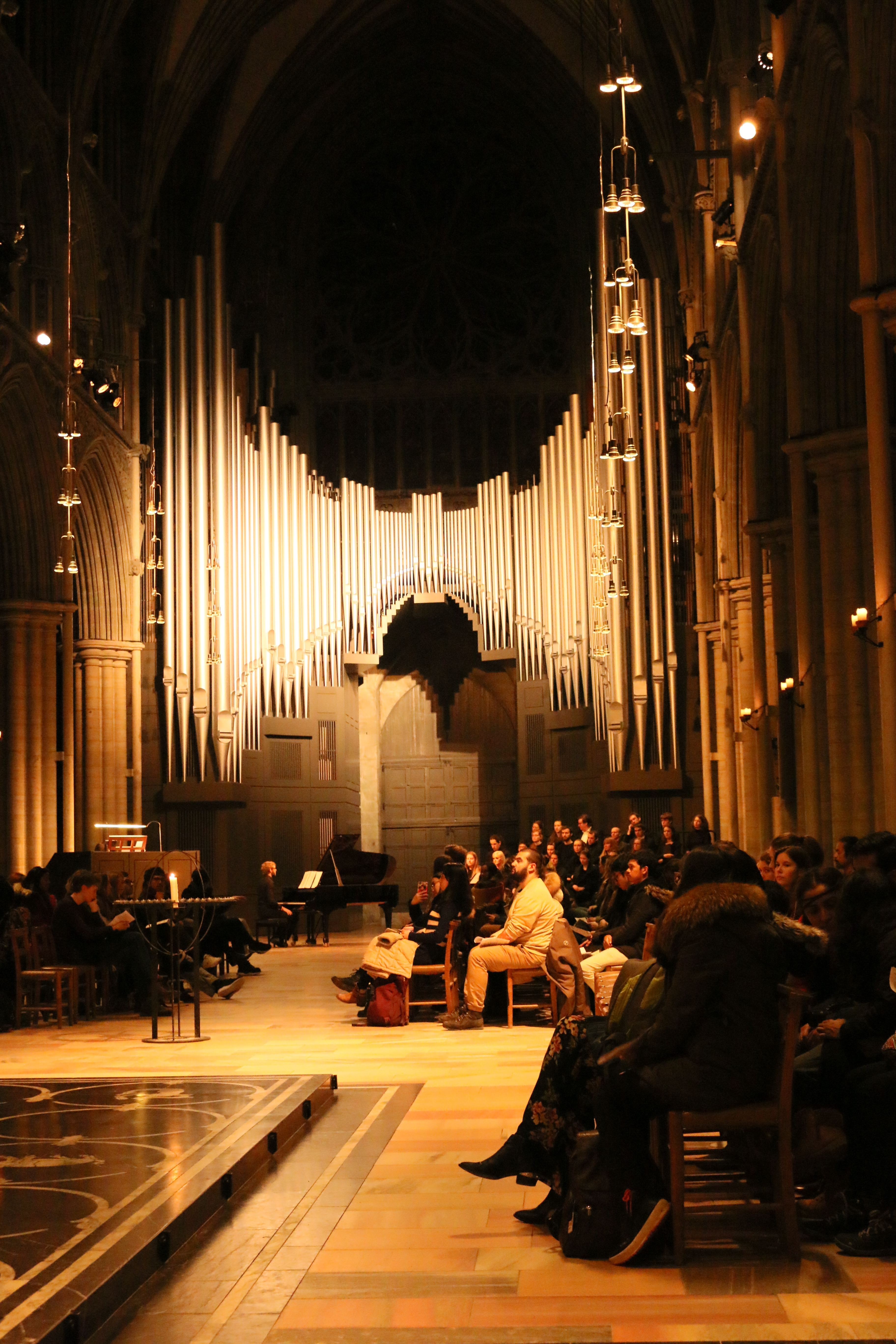
Orgeln.

| Nidarosdomen. Vy från nordöst, 1857 respektive 2011. |  | Nidarosdomen. Vy från nordöst, 1857 respektive 2011. |
| Nidarosdomen. Vy från nordöst, 1857 respektive 2011. |  |                                                      |

| Nidarosdomens västfasad, ca 1850-tal respektive 2006. |  | Nidarosdomens västfasad, ca 1850-tal respektive 2006. |
| Nidarosdomens västfasad, ca 1850-tal respektive 2006. |  |                                                       |

## Domkyrkoorganister
| Period    | Namn                                  | Levnadstid | Övrigt                      |
| --------- | ------------------------------------- | ---------- | --------------------------- |
| 1640–1662 | Elias (Eliæ) Hasse (Hassius, Hass)    | Död 1662   |                             |
| 1659–1663 | Jeremias Eliæ (Eliassen) Hasse        | Död 1663   |                             |
| 1663–1686 | Cornelius Cuno                        | Död 1686   |                             |
| 1686–1688 | Poul Ciese (Giese)                    | Död 1688   |                             |
| 1688–1691 | Johan Cuno                            | Död 1691   |                             |
| 1688–1692 | Barbara Brouers                       |            | Ställföreträdande organist. |
| 1691–1701 | Henrik Christian Borchgrevinck        | Död 1701   |                             |
| 1702–1708 | Christian Ollesen Rhode (Rohde, Rode) | Död 1723   | Även kantor.                |
| 1740–1787 | Johan Daniel Berlin                   | 1714–1787  |                             |
| 1778–1787 | Otto Jacob Grundt                     | 1753–1793  | Hjälporganist.              |
| 1787–1807 | Johan Heinrich Berlin                 | 1741–1807  |                             |
| 1807      | Petter Eberg                          | 1765–1815  | Även stadsmusikant.         |
| 1807–1857 | Johan Christian Tellefsen             | 1774–1857  | Även kantor.                |